# Yolngu

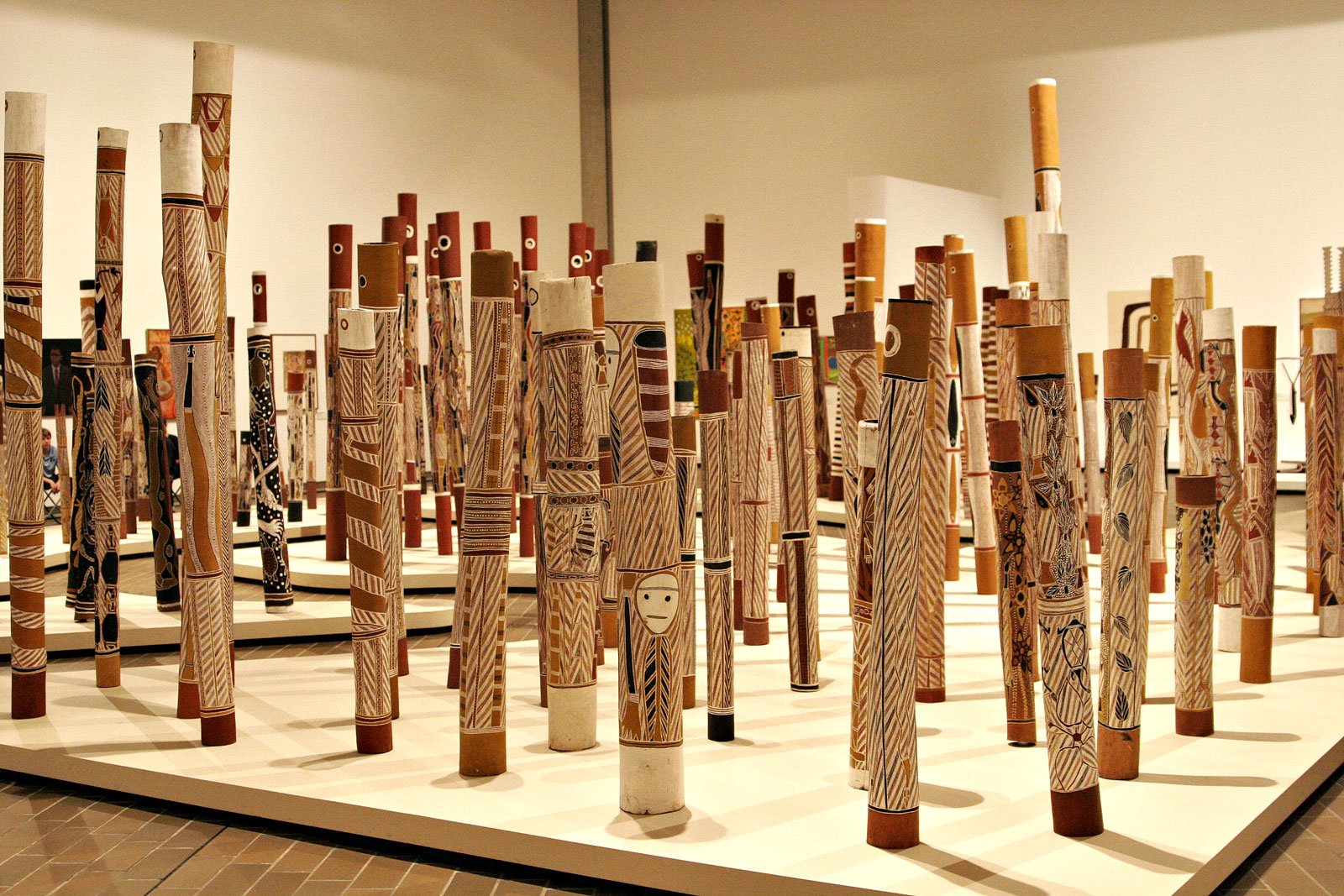
In ihrer Sepulkralkultur spielen Holzgrabmale eine besondere Rolle. Die Abbildung zeigt 200 davon, die von 43 Künstlern der Yolngu anlässlich des 200. Jahrestags der Ankunft der Briten in Australien angefertigt wurden. Sie sind in der Nationalgalerie von Australien ausgestellt.

Die Yolngu (bisweilen auch als Murngin bezeichnet) sind ein Aborigines-Stamm in Australien. Sie bewohnen das nordöstliche Arnhem Land (inklusive der Gove-Halbinsel) im Northern Territory. Die etwa 5000 Yolngu leben vor allem in den Orten Milingimbi, Ramingining, Gunyangara, Yirrkala, Gunbalanya und in weiteren kleinen Homelands. In der größten Siedlung Yirrkala leben etwa 800 Yolngu.

## Geschichte
Die Yolngu hatten jahrhundertelang Kontakte zu den Fischern der Makassaren, die zum Trepang-Fang an ihre Küsten kamen. Die Fischer respektierten das Land der Yolngu und trieben Handel mit ihnen. Die Yolngu besaßen deshalb auch Gerätschaften aus Eisen, wie Beile und Messer. Erst 1906 untersagte die australische Regierung den Makassaren das Fischen vor ihren Küsten. Die Yolngu pflegten seit Jahrtausenden auch Handel mit den Aborigines aus Zentralaustralien. Sie stellten beispielsweise selbst keine Bumerangs her, sondern erwarben sie im Tauschhandel von anderen Aborigines.
Die Yolngu kamen vor Jahrhunderten in Kontakt mit holländischen Seefahrern, nach denen sie bis heute alle Weißen Ballanda (Holländer) nennen.
In den 1930er Jahren setzte die britische Kolonisation im nordwestlichen Arnhemland ein und es kam zu gewaltsamen Konflikten mit den Weißen und Japanern, beispielsweise in der Caledon-Bay-Krise, in den Jahren von 1932 bis 1934.
Als in den frühen 1960er Jahren die Gove-Bauxitmine bei Yirrkala ohne Konsultation der traditionellen Eigentümer errichtet wurde, brachten die Yolngu die Yolngu Bark Petition zweisprachig im australischen Parlament ein. Diese Petition erregte nationale und internationale Aufmerksamkeit. Die Petition wurde sowohl vom Parlament als auch vor Gericht abgelehnt. Die Yolngu unterlagen zwar, konnten allerdings eine Vereinbarung über das Betreiben des Bergwerks mit dem Bergwerksunternehmer erzielen, die eine Kompensationszahlung und die Berücksichtigung ihrer heiligen Plätze betraf. Im Mai 2011 wurde eine Vereinbarung zwischen der Rirratjingu, Gumatj and Galpu Traditional Owners, Northern Land Council und Rio Tinto Alcan über weitere 42 Jahre Minenbetrieb bis 2053 geschlossen.
Vor allem auch durch die Öffentlichkeitsarbeit der Aborigines-Rockband Yothu Yindi, der einige Yolngu angehören, wurde ein internationales Publikum auf die Problematik der Entrechtung der Ureinwohner und deren Kampf dagegen aufmerksam gemacht.

## Sprache
Die Yolngu sprechen eine Sprache, die sie selbst Yolngu matha (Zunge der Yolngu) nennen. In dieser Sprache gibt es mehrere Dialekte.

## Kultur
Die Yolngu kamen, im Gegensatz zu anderen Stämmen der Aborigines, erst spät mit den Weißen in intensiveren Kontakt, daher konnten sie ihre Kultur und Lebensweise weitestgehend erhalten. Viele Mitglieder der Clans im Arnhem Land leben noch vorwiegend von Fischfang, jagen Buschtiere und sammeln Bush Food, wenngleich ausgerüstet mit Fahrzeugen, Motorbooten und Gewehren und neben marktwirtschaftlichen Tätigkeiten. Sie halten starke spirituelle Beziehungen zu ihrem traditionellen Land und die ethnische Religion dominiert den Glauben. Christliche Elemente wurden darin mit verwoben.
Sie sind bekannt für ihre Rindenmalerei. Ihre Kunst- und Kulturzentren befinden sich beispielsweise in Milingimbi, Yirrkala und Ramingining. Dieser Aboriginesstamm hat zahlreiche Künstler hervorgebracht, wie beispielsweise Narritjin Maymuru, der sich mit weiteren Künstlern dieses Volkes an der Yolngu Bark Petition in Form einer Rindenmalerei im Jahre 1963 beteiligte.
Ihre Didgeridoo-Bauer, wie Djalu Gurruwiwi, und -Spieler, wie Nicky Yunupingu († 2008) und Bunimburr Marika von Yothu Yindi sind in Australien bekannt.
Große Bedeutung für ihre Kultur und das Zusammenleben mit anderen Menschen hat ihr jährlich stattfindendes Garma-Kulturfestival.
Die Yolngu unterscheiden sechs Jahreszeiten.

### Sepulkralkultur
In der Sepulkralkultur der Yolngu  bestimmen die Familie und die Stammesautoritäten, ob der Name eines Verstorbenen genannt und/oder Bilder gezeigt werden. Diese Entscheidung bezieht sich auf einen Zeitraum von Monaten oder Jahren.

## Verwandtschaftsbeziehungen
Das Leben der Yolngu ist durch ein komplexes System einer dualen Moiety strukturiert, das das Leben, die Zeremonien und Heirat bestimmt.
Beispielsweise kann eine Yirritja-Person nur eine Dhuwa-Person heiraten und umgekehrt. Jeder Gegenstand wird entweder der einen oder anderen Moiety zugeordnet, wie auch das Land, die Sprache, Totems und Weltanschauung.
| Moiety   | Clans |
| -------- | --- |
| Yirritja | Gumatj, Gupapuyngu, Wangurri, Ritharrngu, Mangalili, Munyuku, Madarrpa, Warramiri, Dhalwangu, Liyalanmirri  |
| Dhuwa    | Dhuwa Rirratjingu, Galpu, Djambarrpuyngu, Golumala, Marrakulu, Marrangu, Djapu, Datiwuy, Ngaymil, Djarrwark |

## Persönlichkeiten
- Geoffrey Gurrumul Yunupingu (1971–2017), Musiker, Ehrendoktor, Neffe von Dr. M. Yunupingu
- Mandawuy Yunupingu (1956–2013), Lehrer, Elder und Bandleader der Yothu Yindi, Ehrendoktor
- David Malangi (1927–1998), Elder und Maler, Ehrendoktor
- Gulumbu Yunupingu (1943–2012), Malerin und Frauen-Elder
- David Gulpilil (1953–2021), Schauspieler und Tänzer
- Galarrwuy Yunupingu (1948–2023), ein Elder der Gumatj, Politiker und Künstler